# خوردي ليديسما ألباريث
خوردي ليديسما ألباريث (بالإسبانية: Jordi Ledesma Álvarez)‏ كاتب إسباني، وُلد عام 1979. درس في مدرسة الفنون والمهن في تاراجونا. نشر بنفسه ديوانه الشعري مياه مايو، تحول لاحقًا الكتابة عن الرواية السوداء.